# Euperipatoides leuckarti
Euperipatoides leuckarti är en klomaskart som först beskrevs av P. Saenger 1869.  Euperipatoides leuckarti ingår i släktet Euperipatoides och familjen Peripatopsidae. Inga underarter finns listade i Catalogue of Life.